# Ilam (dystrykt)

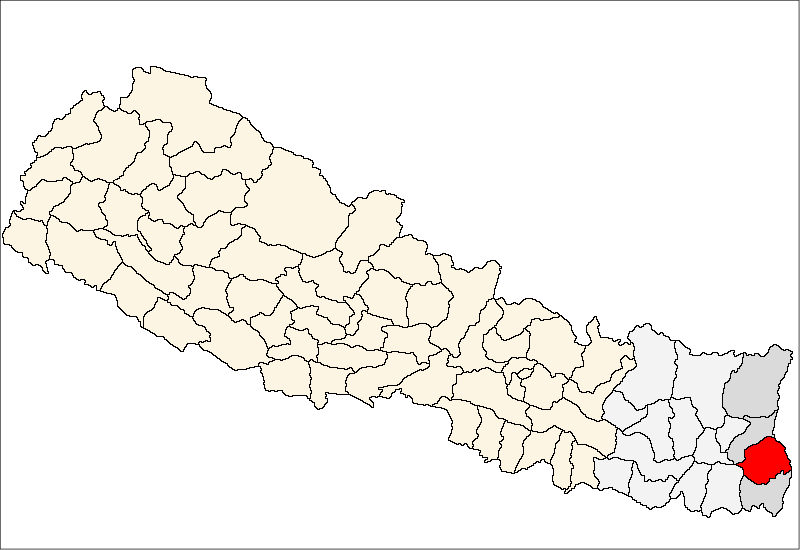
Dystrykt Ilam

Dystrykt Ilam (nep. इलाम) – jeden z siedemdziesięciu pięciu dystryktów Nepalu. Leży w strefie Meći. Dystrykt ten zajmuje powierzchnię 1703 km², w 2001 r. zamieszkiwało go 282 806 ludzi. Stolicą jest Ilam.